# Municipio de Jackson (condado de Dallas, Misuri)
El municipio de Jackson (en inglés: Jackson Township) es un municipio ubicado en el condado de Dallas en el estado estadounidense de Misuri. En el año 2010 tenía una población de 2207 habitantes y una densidad poblacional de 15,72 personas por km².

## Geografía
El municipio de Jackson se encuentra ubicado en las coordenadas 37°32′11″N 93°5′44″O / 37.53639, -93.09556. Según la Oficina del Censo de los Estados Unidos, el municipio tiene una superficie total de 140.43 km², de la cual 140,16 km² corresponden a tierra firme y (0,19 %) 0,26 km² es agua.

## Demografía
Según el censo de 2010, había 2207 personas residiendo en el municipio de Jackson. La densidad de población era de 15,72 hab./km². De los 2207 habitantes, el municipio de Jackson estaba compuesto por el 96,19 % blancos, el 0,18 % eran afroamericanos, el 0,77 % eran amerindios, el 0,45 % eran asiáticos, el 0,45 % eran de otras razas y el 1,95 % eran de una mezcla de razas. Del total de la población el 1,59 % eran hispanos o latinos de cualquier raza.